# 重慶復旦中學
重慶復旦中學是中華人民共和國重慶市渝中区一所完全中學，為重慶市重點中學，共有凯旋路校区（凯旋路22号）和竹园校区（平安街159号）。學校於1935年由復旦大學校友在重慶創辦。

## 校史
1935年始创。
第二次中日戰爭期間，復旦大學遷至重慶，重慶復旦中學成為復旦大學附屬中學。
1953年，重庆复旦中学更名为重庆第十二中学校。
1958年，學校搬遷至渝中區下半城，並更名為凱旋路中學。
1995年，学校恢复舊名重庆复旦中学。2004年，重慶第五十三中學併入重慶復旦中學。